# 费纳芬家族
费纳芬家族是托爾金的作品中诺多精灵的一支。在他父亲芬威繁衍的家族中，唯有费纳芬这一支有金色头发，所以这个家族也被称为“费纳芬的金发家族”。其金发继承于费纳芬的母亲茵迪丝。

## 家族简介
费纳芬与伊珥雯成婚于双树纪1280年，育有四个子女：芬罗德·费拉刚、安格罗德、艾格诺尔和凯兰崔尔。在《精灵宝钻》中，欧洛隹斯也是费纳芬的儿子之一，并与埃沙菈丝生一女芬朵菈丝。然而在作者托尔金出版较晚的著述《中土世界的歷史》中，欧洛隹斯是安格罗德的儿子，生有一女芬朵菈丝、一子吉尔加拉德。作者的儿子（克里斯托夫·托尔金）在整理了其父的留下的手稿后认为第二种说法更为恰当。凯兰崔尔也生有一女，名凯勒布理安。
当费诺来到提理安城带领诺多精灵离开阿门洲之际，费纳芬试图让诺多精灵们冷静并劝导他们留下，但是他的儿子们和女儿有强烈愿望想要统治他们自己的土地，并且，想向米尔寇复仇。顺应了他们，费纳芬与他的子民们一起，踏上了前往中土大陆的旅程。当诺多精灵们离开提理安城时，曼威的使者晓示——如果他们继续前行，将被永远从阿门洲放逐。由于无法步行穿越西爾卡瑞西海峽，费诺为渡过贝烈盖尔海求助于澳阔隆迪的帖勒瑞精灵们，但是帖勃瑞精灵拒绝让诺多精灵为背弃维拉而使用他们的船只。就这样，第一起亲族相残发生了。在这场争斗后，一个黑色的身影，（相信是曼督斯亲临），断然宣告了对诺多精灵的判决。费纳芬最后改变了主意，与他的很多子民一起满怀悲伤转向归途。在维拉原谅了他之后，他成为了诺多一族在维林诺的最高君王。
不管怎么样，他的子女们不愿弃绝与芬国昐子女们的情谊，跟芬国昐的族人一起穿越了西尔卡瑞西海峡。在中土大陆，费纳芬家族划定了自己的领地，包括纳国斯隆德和多索尼安。
在特刚亡于貢多林沦陷之战后，费纳芬的曾孙，吉尔加拉德，成为最高君王，直到他在第二纪元末在与索伦的正面交锋中，战死于末日火山的斜坡上。他牺牲的同时，索伦也败亡了。他身后没有孩子来继承他的位置，他是流亡的诺多精灵的最后一位最高君王。
费纳芬家族是芬威三子家族中在中土大陆停留时间最长的，一直沿续到凯兰崔尔在魔戒之战后启航西去为止。